# Ashtanga namaskara

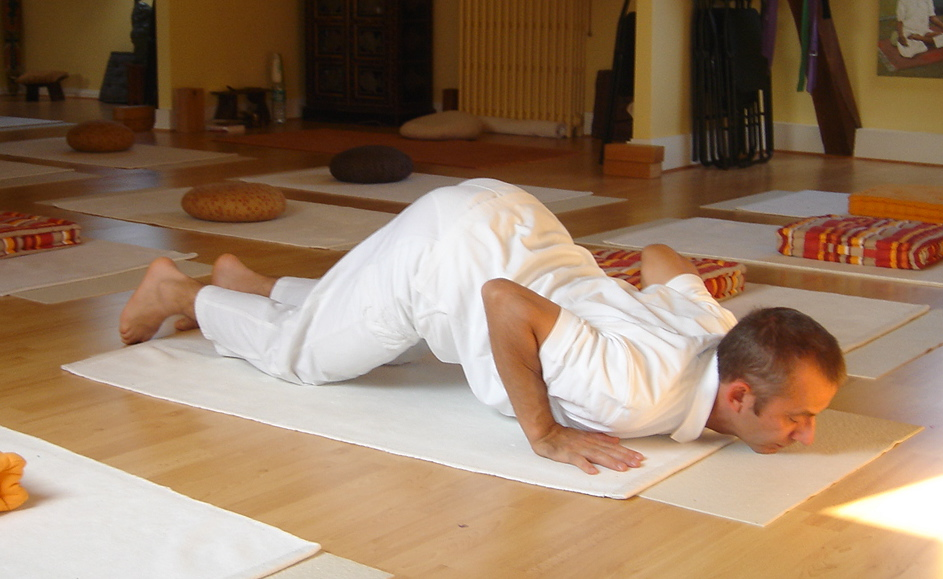
Ashtanga namaskara

Ashtanga namaskara ovvero saluto con gli otto arti è una posizione di Hatha Yoga. Il nome deriva dal sanscrito "asht" che significa "8", "anga" che significa "arto", "namaskar" che significa "inchino, saluto". Essa infatti tiene in equilibrio il corpo su 8 punti di appoggio.

## Scopo della posizione
La posizione ha lo scopo di allungare la schiena.

## Posizione
Partendo dalla posizione prona, si incurva la schiena verso l'alto alzando il bacino e rimanendo in equilibrio sui piedi, sulle ginocchia, sulle mani, sul petto e sul mento, in totale 8 punti.